# 馬克·桑福德
馬克·桑福德（英語：Mark Sanford，1960年5月28日—），美国政治人物。自2013年開始，他是南卡羅萊納州第一國會選區選出的聯邦眾議員。他的黨籍是共和黨。桑福德在2003年至2011年擔任南卡罗来纳州州長。
2018年6月，爭取連任眾議員的马克·桑福德在共和黨初选落敗，以46.5%比50.5%的得票率输给總統唐納·川普支持的州众议员凯蒂·阿灵顿。